# الخضراء (تعز)
الخضراء هي إحدى قرى الجمهورية اليمنية. وهي تتبع جغرافيًا لمحافظة تعز. وإداريًا لمديرية سامع. يبلغ تعداد سكانها 2221 نسمة حسب الإحصاء الذي جرى عام 2004.